# Karl Friedrich von Lüderitz
Karl Friedrich von Lüderitz, auch Karl Ludwig oder Friedrich Wilhelm (* 1701 in Nackel; † 29. Januar 1762 in Nackel), war ein preußischer Oberst und Chef des Berliner Land-Regiments. 

## Leben

### Herkunft und Familie
Karl Friedrich von Lüderitz war Angehöriger des altmärkischen Adelsgeschlechts von Lüderitz. Sein Vater war der Erbherr auf Anteil Nackel und Segeletz, Gerhard Christian von Lüderitz (1651–1718). Er vermählte sich 1749 mit Christiane Sabine Sophie von Tresckow. Die Ehe blieb kinderlos.

### Werdegang
Von Lüderitz diente im Leibregiment Friedrich Wilhelms I., wo er 1738 zum Kapitän avancierte. 1740 wurde er zum Oberstleutnant befördert und beim Weyherrschen Garnisonbataillon untergebracht. Lüderitz erhielt 1747 den Titel eines Obersts und wurde am 20. September 1747 Chef des Berliner Land-Regiments.
Karl Friedrich von Lüderitz war Erbherr auf Nackel und Segeletz I.